# Alexander Vlahos
Alexander Vlahos (Swansea, 30 luglio 1988) è un attore britannico, conosciuto soprattutto per il ruolo di Mordred nella serie televisiva inglese Merlin, per il personaggio di Tom Evans nella serie televisiva The Indian Doctor e per il ruolo di Philippe d'Orléans nella serie televisiva franco-canadese Versailles.

## Biografia
Alexander è nato il 30 luglio 1988 nella contea del Galles Meridionale, Swansea, da padre greco e madre gallese. Ha studiato recitazione al Royal College Welsh of Music & Drama di Cardiff, prima di laurearsi nel 2009. 
La sua prima lingua parlata è il gallese.
Prima di diventare attore, aveva incominciato a giocare a hockey su ghiaccio smettendo poi all'età di 18 anni.

## Carriera
Appare per la prima volta nella serie televisiva Crash interpretando Dylan. Compare anche nella serie televisiva statunitense Doctors nel 2010 in ben cinque episodi interpretando il ruolo di Lewis Cutler. Gli episodi sono stati poi nominati agli ITV British Soap Awards-2010.
In seguito, è apparso al fianco di Sanjeev Bhaskar, Ayesha Dharker e Mark Williams nella pluripremiata serie drammatica della BBC The Indian Doctor, dove ha interpretato il personaggio di Tom Evans che l'ha reso popolare. 
Ha il ruolo di Mordred nella quinta stagione di Merlin.
Nel 2013 prende parte alla miniserie televisiva Privates rivestendo il ruolo di private Keenan, uno dei protagonisti della serie. Dal 2015 al 2018 ha recitato nella serie TV franco-canadese Versailles rivestendo il ruolo di Philippe d'Orléans, fratello del re Luigi XIV. 

## Filmografia

### Cinema
- Truth or Dare, regia di Robert Heath (2012)
- The Head Hunter, regia di Tom Keeling (2016)

### Televisione
- Crash – serie TV, 3 episodi (2009-2010)
- Doctors – serial TV, 5 puntate (2010)
- All Shook Up! – serie TV (2010)
- Pen Talar – serie TV, 3 episodi (2010)
- The Indian Doctor – miniserie TV, 5 puntate (2010)
- The Tower, regia di Conscian Morgan – film TV (2011)
- Merlin – serie TV, 11 episodi (2012)
- Privates – miniserie TV, 5 puntate (2013)
- Versailles – serie TV, 30 episodi (2015-2018)
- Barbarians - Roma sotto attacco (Barbarians Rising) – miniserie TV, 1 puntata (2016)
- Delitti in Paradiso (Death in Paradise) – serie TV, episodio 9x02 (2020)
- Bang – serie TV, 4 episodi (2020)
- Outlander – serie TV, 8 episodi (2022-2023)
- Sanditon – serie TV, 8 episodi (2022-2023)
- Irish Wish - Solo un desiderio (Irish Wish), regia di Janeen Damian (2024)

## Doppiatori italiani
Nelle versioni in italiano delle opere in cui ha recitato, Alexander Vlahos è stato doppiato da:
- Manuel Meli in Merlin
- Stefano Crescentini in Versailles
- Jacopo Venturiero in Outlander